# 제29항공전대
제29항공전대(일본어: 第二九航空戦隊 다이니쥬큐코쿠센타이[*])는 대만일치시기의 신쭈에 주둔했었던 일본 제국 해군 항공대의 항공전대로, 다카오 경비부 직속 항공부대 중 하나로 신치쿠 비행장에 사령부를 두었다.

## 역사
태평양 전쟁 말기에 결호작전에 대비하여 1945년 6월 15일에 창설되었다.

## 부대
- 제132해군항공대 - 고비 비행장; 1945년 2월 5일, 배속
- 제205해군항공대 - 타이중
- 제765해군항공대 - 강산
- 제901해군항공대 - 둥강
- 고비 해군항공대 - 고비 비행장; 1944년 5월 15일, 창설 ~ 1945년 2월 15일, 해체
- 제2다카오 해군항공대; 1944년 12월 1일, 배속 ~ 1945년 2월 15일, 해체
- 제2타이난 해군항공대; 1945년 6월 15일, 전속